# Brits olympisch voetbalelftal (mannen)
Het Brits olympisch voetbalelftal is de voetbalploeg die het Verenigd Koninkrijk van Groot-Brittannië en Noord-Ierland vertegenwoordigt op het mannentoernooi van de Olympische Spelen.
Op de Olympische Spelen worden de vier Home-Nations (Engeland, Noord-Ierland, Schotland en Wales) vertegenwoordigd door het Brits Olympisch Comité waardoor alleen het Brits voetbalelftal kan meedoen aan de Spelen en niet de afzonderlijke Home-Nations. Het olympisch voetbaltoernooi wordt door de FIFA georganiseerd, maar in tegenstelling tot de Home-Nations is het Britse team niet bij de FIFA aangesloten. Bij de Schotse, Noord-Ierse en Welshe bond bestaat de vrees dat als zij instemmen met een Britse Olympische elftal zij hun lidmaatschap van de FIFA kwijt raken, dat is de hoofdreden dat zij een Olympisch elftal tegenhouden.
Voor de Olympische Spelen van Tokio kwamen de Home-Nations overeen dat zij wel akkoord gingen met deelname van de Brits olympisch vrouwenelftal, de Britse vrouwenploeg nam deel aan de spelen.

## Historie Olympische Spelen
¹ demonstratiesport, ² Groot-Brittannië vertegenwoordigd door Upton Park FC

## 1900: Upton Park FC
Op de Olympische Spelen in 1900 in Parijs was voetbal een demonstratiesport, waarbij Club Français twee wedstrijden speelde. Een van de twee tegenstanders van de Parijse club was de Londense amateurclub Upton Park FC, die de wedstrijd met 4-0 wonnen.
Oorspronkelijk waren er geen medailles te winnen, maar veel later kende het IOC de Britse ploeg de gouden medaille toe.

## 1908-1972

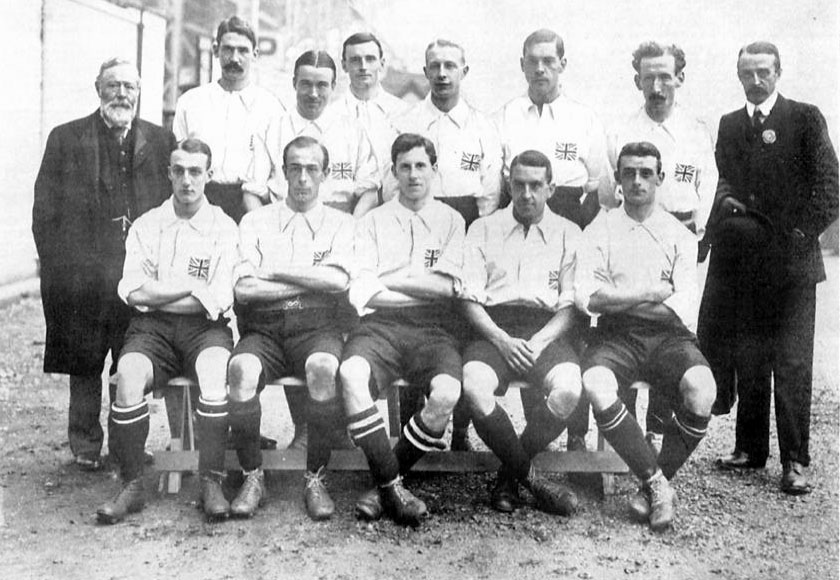
Het Brits olympisch voetbalelftal in 1908.

Het Engels amateurelftal wist voor Groot-Brittannië de eerste twee officiële toernooien in 1908 en 1912 te winnen. In 1920 werd de ploeg al in de eerste ronde door Noorwegen uitgeschakeld, in 1924 en 1928 werd niet deelgenomen uit onenigheid met de FIFA over de amateurbepalingen. In 1936 zaten voor het eerst ook Schotten, Welshmen en Noord-Ieren in de ploeg, waarmee de kwartfinales werden gehaald. In 1948 werd in Londen de vierde plaats behaald. In 1952 was in de voorronde Luxemburg verrassend te sterk. De volgende twee toernooien werd de Britse ploeg vroegtijdig uitgeschakeld, daarna kon kwalificatie zelfs niet meer worden afgedwongen.

## 1976-2008: Geen deelname
In 1974 schafte de Engelse voetbalbond, die de organisatie van het Brits olympisch elftal altijd in handen had gehad, het onderscheid tussen amateur- en betaald voetbal af, en werd er niet meer ingeschreven.
Sinds de kwalificatie voor de Olympische Spelen 1992 geldt voor mannen dat ze maximaal 23 jaar mogen zijn (met 1 januari van het olympisch jaar als peildatum). De UEFA wees daarop het Europees kampioenschap onder 21 voorafgaande aan de Spelen aan als kwalificatietoernooi voor Europa. Aan dit toernooi nemen alle vier de Britse gebieden deel, maar kunnen zich niet kwalificeren voor de Olympische Spelen.

## Londen 2012
Omdat Londen gastheer was van de Olympische Spelen kondigde het Brits Olympisch Comité aan dat speciaal voor de Spelen een Brits voetbalelftal zou samenstellen. De voetbalbonden van Noord-Ierland, Schotland en Wales hadden weinig interesse in deelname aan dit project. De voetbalbonden van de Home-Nations hebben uiteindelijk een akkoord gesloten dat alleen spelers uit Engeland in het Britse team worden opgenomen. De FIFA is hiermee akkoord gegaan. Uiteindelijk werden toch vier spelers uit Wales geselecteerd, terwijl één Schot als stand-by reservespeler werd geselecteerd.
Voorafgaand aan de Spelen werd op 15 juli 2012 in Marbella een trainingswedstrijd gespeeld tegen het Mexicaans olympisch elftal. Deze wedstrijd (die 3x30 minuten duurde, waarin doorlopend werd gewisseld en zonder toeschouwers) werd met 1-0 verloren. Op 20 juli 2012 werd in het Riverside Stadium in Middlesbrough een oefenwedstrijd gespeeld tegen het Braziliaans olympisch elftal, die eveneens werd verloren: 0-2.
Op de Olympische Spelen werd na een gelijkspel tegen Senegal gewonnen van de Verenigde Arabische Emiraten en Uruguay, waarmee de Britten groepswinnaar werden. In de kwartfinale werd in de strafschoppenserie van Zuid-Korea verloren.

### Selectie
Bondscoach: Stuart Pearce
| No. | Naam             | Positie      | Nationaal elftal | Club                           |
| --- | ---------------- | ------------ | ---------------- | ------------------------------ |
| 1   | Jack Butland     | doelman      | Engeland         | Birmingham City                |
| 2   | Neil Taylor      | verdediger   | Wales            | Swansea City                   |
| 3   | Ryan Bertrand    | verdediger   | Engeland         | Chelsea                        |
| 4   | Danny Rose       | verdediger   | Engeland         | Tottenham Hotspur              |
| 5   | Steven Caulker   | verdediger   | Engeland         | Tottenham Hotspur              |
| 6   | Craig Dawson     | verdediger   | Engeland         | West Bromwich Albion           |
| 7   | Tom Cleverley    | middenvelder | Engeland         | Manchester United              |
| 8   | Joe Allen        | middenvelder | Wales            | Swansea City                   |
| 9   | Daniel Sturridge | aanvaller    | Engeland         | Chelsea                        |
| 10  | Craig Bellamy¹   | aanvaller    | Wales            | Liverpool                      |
| 11  | Ryan Giggs¹      | middenvelder | Wales            | Manchester United              |
| 12  | James Tomkins    | verdediger   | Engeland         | West Ham United                |
| 13  | Jack Cork        | middenvelder | Engeland         | Southampton                    |
| 14  | Micah Richards¹  | verdediger   | Engeland         | Manchester City                |
| 15  | Aaron Ramsey     | middenvelder | Wales            | Arsenal                        |
| 16  | Scott Sinclair   | middenvelder | Engeland         | West Bromwich Albion (gehuurd) |
| 17  | Marvin Sordell   | aanvaller    | Engeland         | Bolton Wanderers               |
| 18  | Jason Steele     | doelman      | Engeland         | Middlesbrough                  |

¹ dispensatiespeler